# San Mauro Cilento
San Mauro Cilento er en by i Campania, Italien med 840 (2023) indbyggere.